# Brachythecium trachypodium
Brachythecium trachypodium är en bladmossart som beskrevs av W. P. Schimper in B.S.G. 1853. Brachythecium trachypodium ingår i släktet gräsmossor, och familjen Brachytheciaceae. Inga underarter finns listade i Catalogue of Life.